# Xuanzang

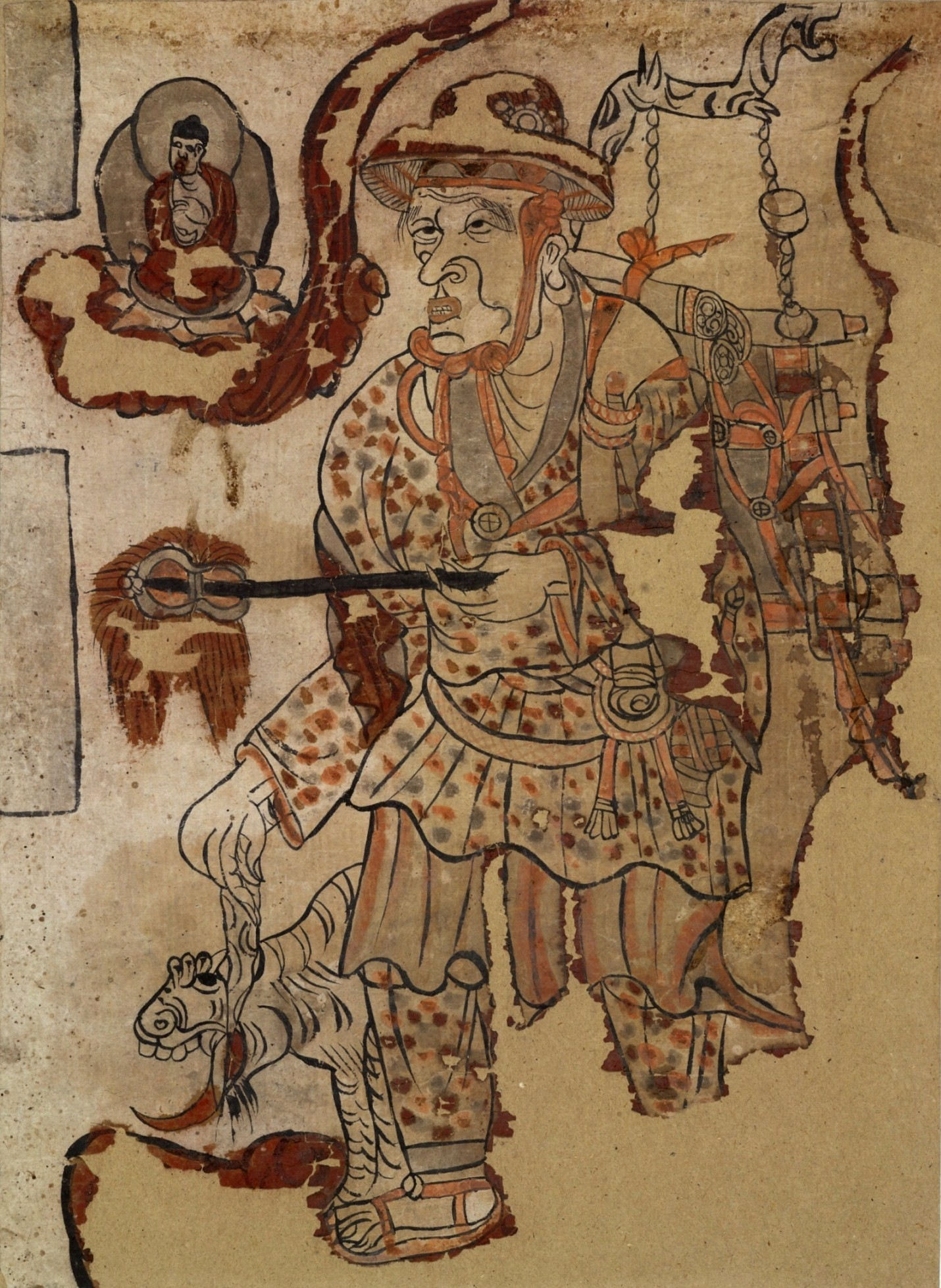
Xuanzang

Xuanzang (602-664) was een beroemde Chinese boeddhistische monnik, vertaler van boeddhistische geschriften in het Chinees en schrijver van een beroemd reisverslag. In China wordt hij gezien als de grootste vertaler van boeddhistische soetra's voor Chinees boeddhisme.

## Naamgeving
Xuanzang is onder vele namen bekend, zoals Hhuen Kwan, Hiouen Thsang, Hiuen Tsiang, Hsien-tsang, Hsuan Chwang, Hsuan Tsiang, Hwen Thsang, Xuan Cang, Xuan Zang, Shuen Shang, Yuan Chang, Yuan Chwang en Yuen Chwang. In Japan staat hij bekend als Genjō of Sanzō.

## Biografie
Xuanzang werd in 602 geboren in de buurt van Luoyang, Henan onder de naam Chen Yi (陳褘 Ch'en I, yi1). Hij kwam van een geleerde familie en had drie oudere broers. (Sommige teksten spreken over twee oudere broers en een oudere zus). Hij werd bekend door zijn zeventien jaar durende reis door Azië en tijdens de reis studeerde hij met vele beroemde boeddhistische meesters aan onder andere de universiteiten Taxila en Nalanda.
Toen hij terugkeerde naar China, bracht hij 657 teksten in het Sanskriet mee. De keizer Tang Taizong vroeg hem een reisverslag te maken, hetgeen bekend is geworden onder de titel Datang xiyuji (大唐西域記). Tevens stichtte hij met de toestemming van de keizer een vertaalbureau in Xi'an waar hij samen met vele leerlingen en medewerkers uit geheel Oost-Azië de geschriften in het Chinees vertaalde. Zijn persoonlijke interesse in het boeddhisme was in de Yogācāraschool (瑜伽行派) of alleen bewustzijn (唯識).
De vertaalschool legde de grondslag voor de ontwikkeling van de Faxiangschool (法相宗) in oostelijk Azi�. De school is in de vergetelheid geraakt, maar grote delen van de leer werd overgenomen in andere Chinese scholen. Xuanzangs belangrijkste student was Kuiji (窺基), die de eerste patriarch van de Faxiangschool werd.

## De reis naar India
Volgens de legende had Xuanzang in 629 een droom dat hij naar India moest gaan, echter er was een oorlog gaande en reizen was door de keizer verboden, maar Xuanzang was vastberaden te vertrekken. Hij wist de poortwachters van Yumen te overtuigen hem door te laten en hij slaagde erin het keizerrijk te verlaten. Vervolgens reisde hij door de Gobiwoestijn en kwam in 630 in Turpan aan. De boeddhistische koning van Turpan was onder de indruk van Xuanzang en verleende hem introductiebrieven en gaf hem objecten van waarde mee voor zijn verdere reis.
Xuanzang vervolgde zijn reis westwaarts via de Theravadakloosters van Kuqa en kwam in het huidige Kirgizië aan. In Tokmak ontmoette hij de Khan van de westelijke Rijk der Göktürken. Na een feestmaal vervolgde hij zijn reis naar Tasjkent, de hoofdstad van het huidige Oezbekistan, en via de woestijn trok hij verder naar Samarkand. Hij vervolgde zijn reis over het Pamirgebergte, passeerde de zogenaamde IJzeren Poort, een bergpas tussen Samarkand en Balch, en kwam uiteindelijk aan bij de rivier de Amu Darja waar hij een gemeenschap van meer dan 1000 boeddhistische monniken aantrof.
Hij zette zijn reis naar het oosten voort en ontmoette de monnik Dharmasimha, die hem aanried naar Balch in Afghanistan te reizen, omdat daar een boeddhistisch centrum was. In dat centrum waren 3,000 monniken onder wie Prajnakara met wie hij Theravadateksten bestuurde. Toen hij vertrok vergezelde Prajnakara hem tot Kapisi en samen bezochten ze de boeddha's van Bamyan, twee enorme standbeelden die uit de rots gehouwen waren, en ze trokken verder naar het land van Gandhara.
In de stad Kapisi (60 km ten noorden van Kaboel) troffen ze meer dan 100 kloosters aan waar 6000 monniken, die voornamelijk tot de Mahayanaschool behoorden. Xuanzang nam hier deel aan een boeddhistisch debat en toonde zijn kennis. Het was hier dat hij voor het eerst jaïns en hindoes ontmoette. Hij zette zijn reis voort en kwam vervolgens in Jalalabad aan. Het jaar was 630 en na een lange omweg was Xuanzang in India aangekomen.

## Xuanzang in India
Xuanzang vertrok uit Jalalabad en reisde via de Khyberpas naar de stad Pesjawar, die destijds echter  in verval was geraakt. Xuanzang bezocht hier een aantal stoepas waaronder de Kanishkastoepa. In 1908 werd deze stoepa herontdekt door D.B. Spooner dankzij het reisverslag van Xuanzang. Via Udyana, waar hij 1400 oude Mahayanakloosters aantrof, reisde hij naar Taxila, een koninkrijk dat bij Kasjmir hoorde. Hier trof hij 5000 monniken en 100 kloosters aan en ging de daaropvolgende twee jaar (631-633) Mahayana studeren aan de universiteit van Taxila. Hij schreef dat daar rond het jaar 100 "De Vierde Raadsvergadering" had plaatsgevonden, maar dit wordt door sommigen ontkend, want historisch had de vergadering in Sri Lanka plaatsgevonden.
In 633 verliet Xuanzang Kasjmir en ging naar Chinabhukti (waarschijnlijk het huidige Firozpur), waar hij een jaar studeerde bij de monnik-prins Vinitaprabha. In 634 toog hij naar Jalandhara in oostelijk Punjab en vervolgens naar Mathura aan de rivier de Yamuna. Mathura was voornamelijk hindoe, maar hij schreef dat er 2000 boeddhistische monniken van verschillende scholen verbleven.
In 635 kwam hij in Matipura en reisde door naar Kanyakubja. Hier trof hij 1000 kloosters en 10.000 monniken (zowel Mahayana als Theravada) en bestudeerde Theravadageschriften alvorens naar Ayodhya en Kausambi te gaan. In Kausambi liet hij een kopie maken van het lokale standbeeld van de Boeddha. Vervolgens ging hij via Terai (tegenwoordig zuidelijk Nepal) naar Lumbini, de geboorteplaats van Boeddha. Hij schreef dat er een pilaar was opgericht bij de oude Asokaboom, waaronder de Boeddha geboren werd en dat deze pilaar onder het bewind van koning Asoka was opgericht. In 1895 werd de pilaar herontdekt door A. Fuhrer.
In 637 ging Xuanzang van Lumbini naar Kushinagara, de plaats van Boeddha's overlijden, en hij vervolgde zijn reis naar Sarnath waar de Boeddha zijn eerste lezing gaf en alwaar Xuanzang 1500 monniken aantrof. Vervolgens ging hij naar Vaisali, Pataliputra en kwam in Bodhgaya aan, de plek waar de Boeddha verlicht werd. Lokale monniken begeleiden hen naar de universiteit van Nalanda waar hij twee jaar studeerde. Volgens zijn geschriften waren daar vele duizenden leerlingen. Xuanzang studeerde logica, grammatica, Sanskriet en de Yogocaraschool van het boeddhisme.